# Собор Олександра Невського (Іжевськ)
Собо́р Олекса́ндра Не́вського (Олександро-Невський кафедральний собор) — один з кафедральних храмів Іжевської та Удмуртської єпархії, збудований на честь Олександра Невського. Настоятель собору — архієрей Іжевської єпархії Миколай (Шкрумко).

## Історія

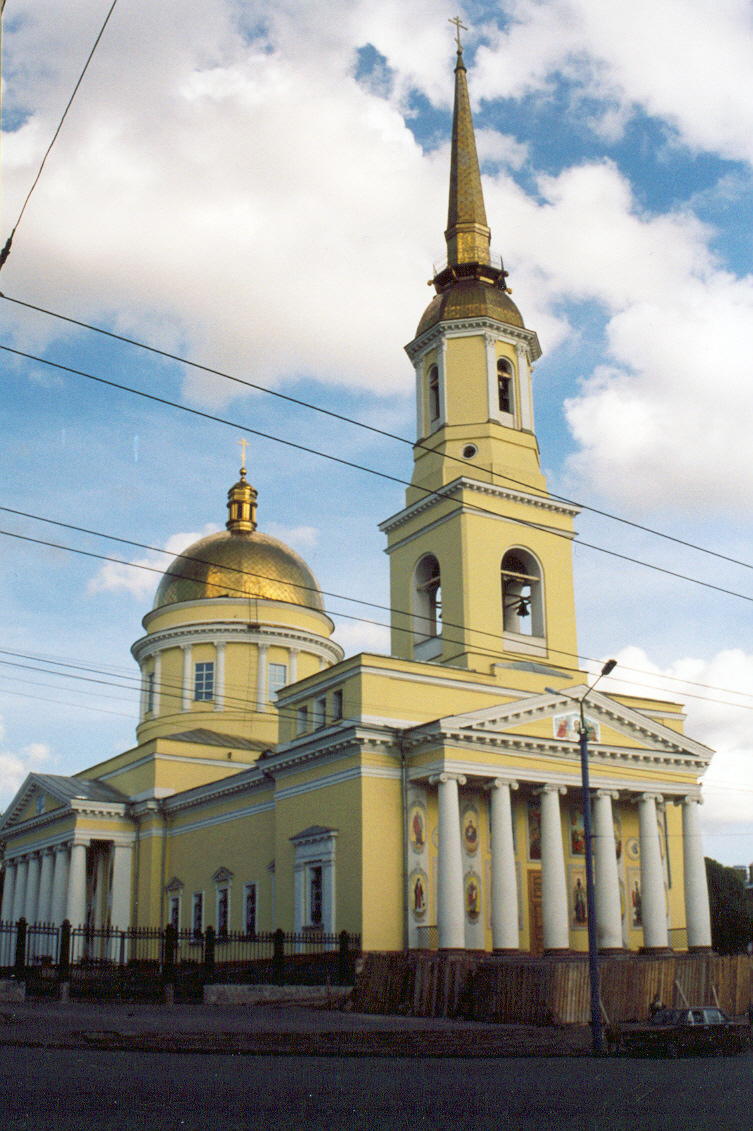
Вид збоку, дзвіниця

Храм було збудовано в 1820—1823 роках за кресленням заводського інженера С. Є. Дудіна. Центральний приділ був освячений на честь святого благовірного князя Олександра Невського, південний приділ — на честь святої великомучениці Катерини, північний — на честь Казанської ікони Божої Матері, нижній — на честь святих мучеників Власія та Модеста. В 1824 році собор відвідав імператор Олександр I. В 1871 році при соборі було відкрите опікунство, яке займалось просвітницькою благочинною роботою. З 1875 року при храмі діяла недільна школа. Пізніше були утворені інші школи, благочинні комісії та товариство трезвості.
В 1929 році собор був закритий за вимогою юнацької секції Союзу войовничих безбожників, того ж року вони зруйнували дзвіницю та перетворили собор на клуб. З 1930 році будівля храму слугувала як дитячий клуб та кінотеатр, пізніше як музей атеїзму. В 1937 році в будівлі відкрився кінотеатр «Колос», тоді ж був розібраний купол, після цього будівля була приписана до «пам'ятників архітектури I категорії».
Собор був повернений віруючим в 1990 році і після підготовки проекту реставрації в 1992 році почались роботи по відродженню собору. На кінець 1993 року ремонт був закінчений, на території були збудовані новий хрестильний храм, йордань для освячення води, дзвіниця. 2 січня 1994 року відбулось освячення всього храму, того ж року він став кафедральним.